# Sunset (Texas)
Sunset é uma cidade localizada no estado norte-americano do Texas, no Condado de Montague.

## Demografia
Segundo o censo norte-americano de 2000, a sua população era de 339 habitantes.
Em 2006, foi estimada uma população de 368, um aumento de 29 (8.6%).

## Geografia
De acordo com o United States Census Bureau tem uma área de
2,8 km², dos quais 2,8 km² cobertos por terra e 0,0 km² cobertos por água. Sunset localiza-se a aproximadamente 302 m acima do nível do mar.

## Localidades na vizinhança
O diagrama seguinte representa as localidades num raio de 28 km ao redor de Sunset.